# Al Magtas
Al Magtas (arapski:  المغطس‎, u značenju „krštenje” ili „uranjanje”‎) je arheološki lokalitet u današnjem zapadnom Jordanu, na istočnoj strani rijeke Jordan i 9 km sjeverno od Mrtvog mora, 10 km jugoistočno od Jerihona. To je mjesto na kojemu se, kako vjeruju moderni znanstvenici nalazila Betharaba (בית עברה; bēth‛ăbhārāh; Βηθαβαρά; Bēthabará; „mjesto prijelaza”), gdje se odigralo Krštenje Kristovo koje navode dijelovi Novog zavjeta (Matej 3,13-17; Marko,1-11, Luka 3,21-23; Ivan 1,28  Arhivirana inačica izvorne stranice od 15. srpnja 2015. (Wayback Machine)).
Danas se ovo mjesto od 294 ha sastoji od dva odvojena dijela: 
- Tel Al-Karar, poznat i kao Džabal Mar-Elias ili Tel Mar-Elias („Ilijino brdo”) i
- Područja s crkvama Ivana Krstitelja uz rijeku.

U nedirnutom krajoliku se nalaze ostaci rimskih i bizantskih građevina kao što su kapele, samostan i špilje koje su koristili hodočasnici, ali i bazeni u kojima se slavilo Kristovo Krštenje, svjedočeći o vjerskom karakteru mjesta. Zbog toga je upisano na UNESCO-ov popis mjesta svjetske baštine u Aziji 2015. godine.
Na tom mjestu danas stoji grčki pravoslavni manastir iz 19. stoljeća i mjesto je veliko hodočasničko mjesto za sve kršćane. Papa Ivan Pavao II. je hodočastio na ovo mjesto u ožujku 2000. god., kao i papa Benedikt XVI. u svibnju 2009.
- Bethabara bez vode 2010. god.
- Crkva sv. Ivana Krstitelja, Bethabara
- Krštenja u Jordanu kod Crkve sv. Ivana Krtitelja (Qasr Al-Yahud)
- Franjevačka Crkva sv. Ivana Krtitelja
- Obližnja Crkva sv. Ivana Krtitelja (Kasser Al-Yahud)

## Vanjske poveznice
- The Baptism of Christ - Uncovering Bethany beyond the Jordan, 47 min dug dokumentarac

Ostali projekti
|  | Zajednički poslužitelj ima još gradiva o temi Bethabara |